# Бадаєв Семен Іванович
Бадає́в Семе́н Іва́нович (*1778, село Верхи, Брянська область — †3 жовтня 1847, місто Воткінськ) — російський металург, винахідник тигельної сталі.
Семен Іванович народився в селі Верхи Севської провінції Бєлгородської губернії, нині Дятьковський район Брянської області, в родині кріпосних селян. Отримав домашню освіту, навчився ковальському ремеслу. В кінці XVIII століття по волі свого поміщика став підмайстром на Колтовській сталевій фабриці біля Петербурга. Вивчав досвід виробництва заліза та сталі. Ціллю його пошуків стало отримання в'язкого та міцного металу. З 1809 року по розпорядженню міністерства внутрішніх справ був переведений на Петербурзький завод хірургічних інструментів, де наладив виробництво сталі в спеціальних вогнетривких горщиках — тиглях. В 1810 році переведений на Воткінський завод та звільнений від кріпосницької залежності. На заводі була збудована тигельна майстерня, куплено устаткування, встановлена піч. Сталь Бадаєва отримала відомість, вона використовувалась для виробництва виробів, які вимагали особливої міцності та чистоти. Бадаєв проводив також досліди з виробництва сплавів із платиною. Пропрацювавши на заводі більш як 30 років, навчив своєї майстерності десятки молодих людей. Виготовлення за його методом продовжувалось до 1930-их років.